# The Message (film 1909)
The Message è un cortometraggio muto del 1909 diretto da David W. Griffith.

## Trama
Effie sposa David, un onesto agricoltore, respingendo invece Harold Woodson, un corteggiatore che viene dalla città. Qualche anno dopo, l'uomo torna all'attacco, cercando di convincerla a fuggire con lui, irretendola con il miraggio di una vita più facile e più stimolante. Tanto che lei, fino a quel momento moglie e madre felice, sta quasi per cedere alla tentazione.

## Produzione
Il film, prodotto dalla Biograph Company, venne girato a Greenwich, nel Connecticut.

## Distribuzione
Distribuito dalla Biograph Company, il film - un cortometraggio in una bobina - uscì nelle sale statunitensi il 5 luglio 1909.